# Занстад
Занстад (хол. Zaanstad) је град у Холандији у покрајини Северна Холандија. Према процени из 2014. у граду је живело 151.000 становника.

## Становништво
Према процени, у граду је 2008. живело 135.762 становника.
| 1980.   | 1990.   | 2000.   | 2008.   |
| ------- | ------- | ------- | ------- |
| 128.809 | 130.007 | 135.762 | 142.769 |

## Градови побратими
- Марино
- Панчево
- Цвикау